# Тодоров, Цветомир
 Цветомир Митков Тодоров (болг. Цветомир Митков Тодоров; род. 31 марта 1991, Болгария) — болгарский футболист, нападающий клуба «Бдин».

## Карьера
Первым клубом Цветомира в профессиональным футболе стал «Бдин» из города Видин. За год игры в клубе Тодоров сыграл 27 матчей и забил 12 голов. В 2010 году нападающий перешел в «Минёр», но не сумел там закрепиться и вернулся в «Бдин», где снова стал забивать. Спустя год Тодоров отправился в столичную софийскую «Славию». Не забив ни разу, Цветомир уехал в Италию, в клуб «Риччоне», после непродолжительного времкени там вернулся в Болгарию.